# 德謨克利特的自然哲學和伊比鳩魯的自然哲學之區別

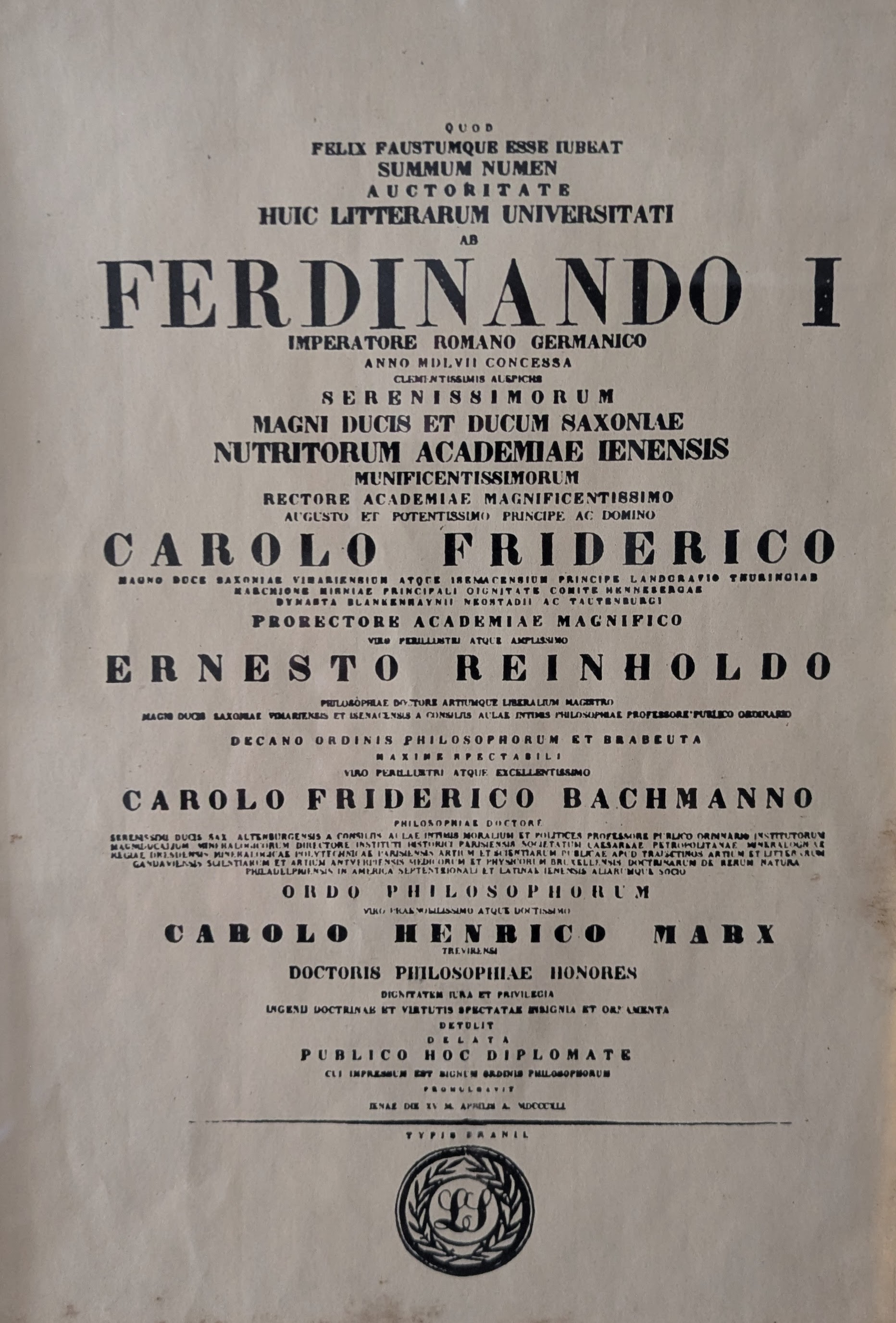
Doctoral certificate for Karl Marx from the University of Jena, April 15, 1841

《德謨克利特的自然哲學和伊比鳩魯的自然哲學之區別》（德語：Differenz der demokritischen und epikureischen Naturphilosophie）是德國哲學家卡爾·馬克思所寫的博士畢業論文，完成於1841年。馬克思透過該論文取得耶拿大學哲學博士學位，本文主要研究的範疇是比較德謨克利特的原子論和伊比鳩魯的權變。马克思写作该论文以献给他的朋友、导师及未来的岳父路德维西·冯·威斯特法伦。

## 外部連結
- The text at the Marxists Internet Archive (French mirror)